# Oxylaemus variolosus
Oxylaemus variolosus, auch als „Langfurchen-Schienen-Saftkäfer“ bezeichnet, ist eine Käferart aus der Familie der Bothrideridae. Die Art wurde erstmals 1843 von dem französischen Naturforscher Léon Dufour als Rhyzophagus variolosus beschrieben.

## Merkmale
Oxylaemus variolosus ist ein rostrot gefärbter Käfer mit zylindrischer Körperform. Die Körperlänge liegt zwischen 3 und 3,8 Millimetern. Die Halsschildfurchen reichen fast bis zur Mitte des Halsschilds oder überragen diese. Weiterhin weist der Halsschild eine deutliche Mittellängsschwiele auf. Die Flügeldecken sind im Vergleich zu Oxylaemus cyclindricus weniger schlank und etwas rundlicher mit einem Verhältnis zwischen Länge und Breite von 2 bis 2,1. Ferner ist Oxylaemus variolosus stärker punktiert und oben etwas flacher als O. cyclindricus.

## Lebensweise
Die Käferart zählt zu den seltensten Totholzkäfern Deutschlands und gilt als ein Urwaldrelikt. Die Art besiedelt bevorzugt anbrüchige, alte Eichen und ist auf Totholzstrukturen angewiesen. Oft beobachtet man die Käfer in den Bohrgängen von Borkenkäfern in der Nähe von Nestern der Ameisenart Lasius fuliginosus.

## Verbreitung
Oxylaemus variolosus ist im westlichen Mitteleuropa verbreitet mit den meisten Funden in Frankreich. Im Norden reicht das Vorkommen bis nach Südengland, Wales und Südschweden, im Süden bis nach Südfrankreich.

### Funde in Deutschland
Nach etwa 100 Jahren ohne Nachweis wurde Oxylaemus variolosus 1996 im Raum Ludwigsburg wiederentdeckt. Heute liegen Nachweise aus mehreren Bundesländern vor, darunter Bayern, Baden-Württemberg, Hessen, Rheinland-Pfalz, Nordrhein-Westfalen und Schleswig-Holstein. Die Art gilt jedoch überall als sehr selten und tritt nur vereinzelt auf. Oxylaemus variolosus wurde im Rahmen eines Forschungsprojektes im bayerischen Großschutzgebiet Naturwald Knetzberge-Böhlgrund im Steigerwald nachgewiesen. Der Naturwald ist Teil des FFH-Gebietes Buchenwälder und Wiesentäler des Nordsteigerwalds. In der Roten Liste der gefährdeten Cucujoidea Bayerns wird er als „vom Aussterben bedroht“ geführt.